# Albrecht van Württemberg
Albrecht Maria Alexander Filips Jozef (Wenen, 23 december 1865 – Altshausen, 29 oktober 1939), hertog van Württemberg, was de zoon van hertog Filips van Württemberg en aartshertogin Maria Theresia Anna van Oostenrijk. Hij volgde oud-koning Willem II van Württemberg op als hoofd van het huis Württemberg. Albrecht was bevelhebber in het Duitse leger in België tijdens de Eerste Wereldoorlog. Hij steeg een aantal malen in rang en werd uiteindelijk gepromoveerd tot generaal-veldmaarschalk.

## Kinderen
Albrecht trouwde op 24 januari 1893 te Wenen met aartshertogin Margaretha Sophie van Oostenrijk, een dochter van aartshertog Karel Lodewijk van Oostenrijk. Uit dit huwelijk werden zes kinderen geboren:
- Philipp Albrecht (1893-1975), volgde zijn vader op als hoofd van het huis van Württemberg
- Albrecht Eugenius (1895-1954), gehuwd met prinses Nadejda van Bulgarije (de jongste dochter van koning Ferdinand I van Bulgarije)
- Karel Alexander (1896-1964), was priester in de abdij van Beuron
- Maria Amalia (1897-1923)
- Maria Theresia (1898-1928), was zuster in de abdij van Eibingen
- Margarita Maria (1902-1945)

## Militaire loopbaan
- Leutnant: 28 augustus 1883[1]
- Oberleutnant: 9 juni 1888[1]
- Hauptmann: 18 januari 1890[1]
- Major: 24 januari 1893[1]
- Oberstleutnant: 25 maart 1893[1]
- Oberst: 18 april 1896[1]
- Generalmajor: 15 juni 1898[1]
- Generalleutnant: 16 juni 1901[1]
- General der Kavallerie: 22 september 1906[1]
- Generaloberst: 24 september 1913[1]
- Generalfeldmarschall: 1 augustus 1916[1]

## Onderscheidingen
- Ridder in de Orde van de Zwarte Adelaar op 18 januari 1900
- Ridder in de Militaire Max Joseph-Orde
- Pour le Mérite op 22 augustus 1915[2][1]
  - Eikenloof op 25 februari 1918[1]
- Militair Kruis van Verdienste, 1e klasse in 1914
- Orde van het Gulden Vlies in 1893
- Grootkruis in de Kroonorde[1]
- Grootkruis in de Orde van de Heilige Stefanus in 1891[3]

Frederik Karel van Pruisen · Frederik III van Pruisen · Eberhard Herwarth von Bittenfeld · Karl Friedrich von Steinmetz · Helmuth von Moltke · Albert van Saksen · Albrecht von Roon · Edwin von Manteuffel · Leonhard von Blumenthal · George van Saksen · Albert van Pruisen · Albrecht van Oostenrijk · Frans Jozef I van Oostenrijk · Alfred von Waldersee · Gottlieb von Haeseler · Wilhelm von Hahnke · Walter von Loë · Arthur van Connaught en Strathearn · Carol I van Roemenië · Max von Bock und Pollach · Alfred von Schlieffen · Colmar von der Goltz · George V van het Verenigd Koninkrijk · Frederik August III van Saksen · Constantijn I van Griekenland · Paul von Hindenburg · Karl von Bülow · Frederik van Oostenrijk · August von Mackensen · Lodewijk III van Beieren · Willem II van Württemberg · Rupprecht van Beieren · Leopold van Beieren · Albrecht van Württemberg · Ferdinand I van Bulgarije · Mehmed V van het Ottomaanse Rijk · Franz Conrad von Hötzendorf · Karel I van Oostenrijk · Hermann von Eichhorn · Remus von Woyrsch · August van Württemberg